# Kijevi nemzetközi repülőtér

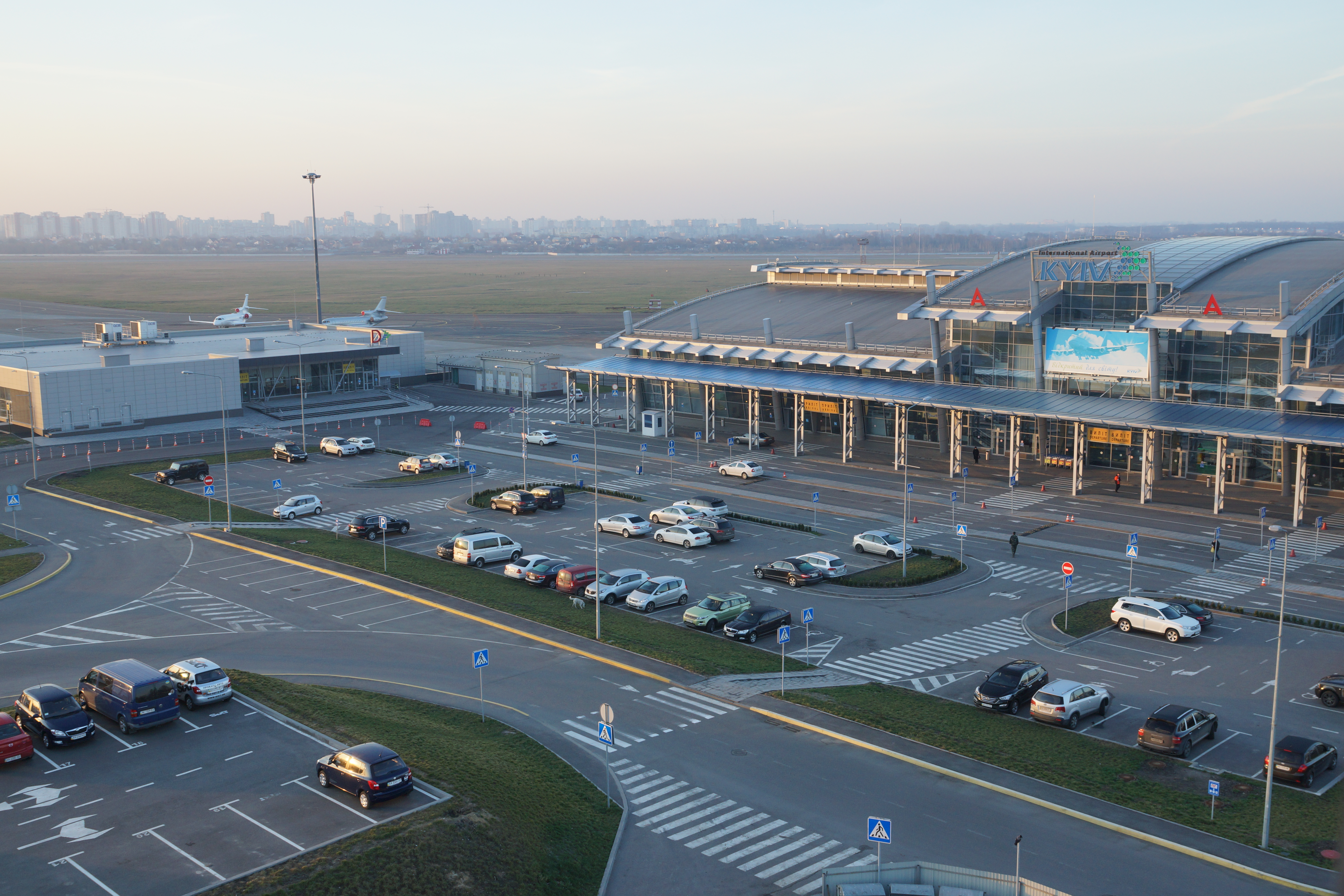
A 2012-ben ártadott A terminál (jobbra) és a D üzleti terminál (balra)

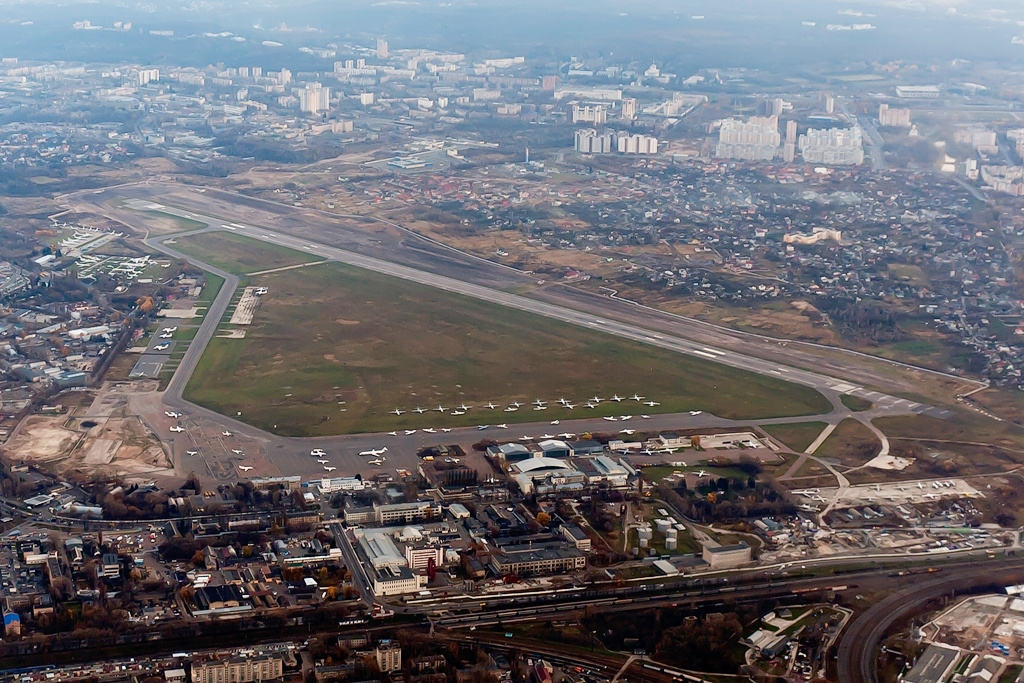
A repülőtér légi felvételen. A 2010-es fényképen az A és a B terminál még hiányzik

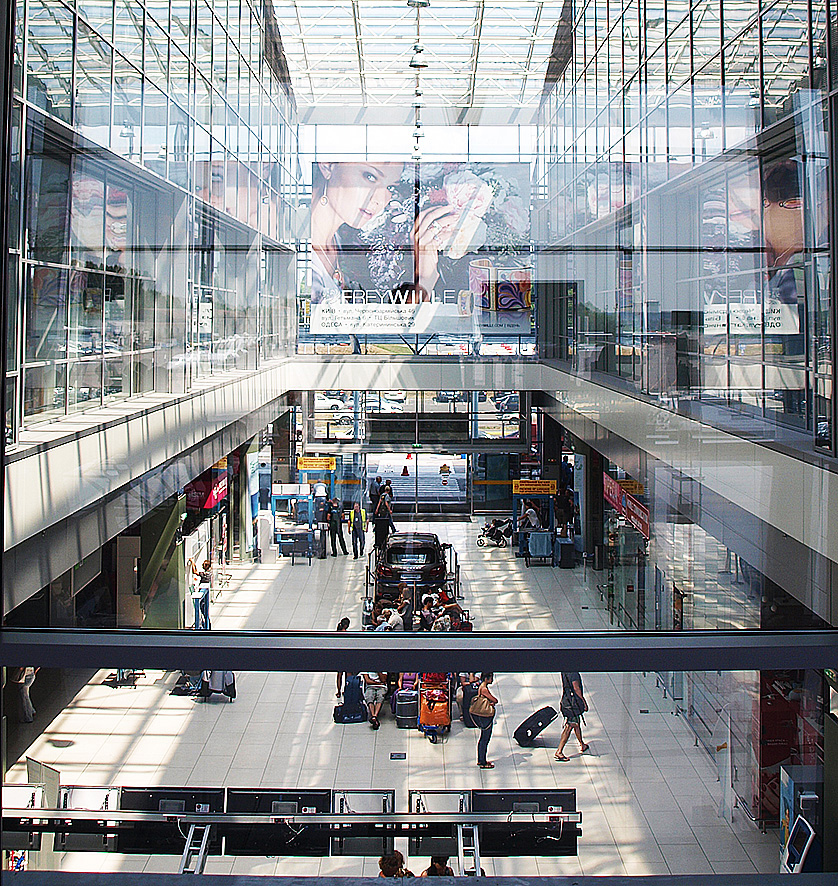
Az A terminál belső tere

Az Igor Szikorszkij Kijevi nemzetközi repülőtér (ukránul: Міжнародний аеропорт «Київ», magyar átírásban: Mizsnarodnij aeroport Kijiv), közismert nevén Zsuljani repülőtér (Жуляни) (IATA: IEV, ICAO: UKKK) Ukrajna fővárosában, Kijevben található nemzetközi repülőtér. Szolomjanszkij kerületben, a Zsuljani városrészben, a városközponttól 7 km-re délnyugatra fekszik. Belföldi forgalmat is lebonyolít. Egy kifutópályával és három utasterminállal rendelkezik. A repülőtér mellett működik a 410. sz. polgári repülőgépjavító üzem. 2003-ban a korábban a repülőtérhez tartozó területen nyitották meg az Ukrán Állami Repülési Múzeumot.

## Története
A polgári repülőteret 1924-ben nyitották meg az egykori Zsuljani település (ma Kijev része) mellett található poszt-volinyszki katonai repülőtéren. Az első járatot, egy Harkivból érkező gépet 1924. május 24-én fogadta, (az út 3 óra 20 percig tartott), majd június elejétől indult el a rendszeres légiforgalom Harkiv és Kijev között. Ebben az időszakban a repülőtér csak egy füves rét volt, utasforgalmi épületek még nem léteztek akkor.
A repülőtér utasterminálját 1949-ben építették fel Viktor Jelizarov tervei alapján. A repülőtér elsősorban szovjet belföldi járatokat szolgált ki, de közbülső leszállóhelyként érintették a repülőteret egyes Moszkvából induló járatok, valamint több egykori szocialista országból is fogadott járatokat.
Az 1950-es években az első szovjet sugárhajtású utasszállító repülőgép, a Tu–104 megjelenésével a repülőtér bővítése vált időszerűvé. A kormányzati tervekben felmerült a repülőtér bővítésének a gondolata. Ezt azonban később elvetették, és helyette egy teljesen új nemzetközi repülőtér megépítéséről határoztak a Boriszpil melletti egykori katonai repülőtér helyén.
Az 1959-ben megnyitott boriszpili repülőtér az 1960-as évektől átvette a nemzetközi járatok kiszolgálását, ettől az időszaktól a kijevi repülőtér a kisebb belföldi és főleg ukrajnai járatokat fogadta. A repülőteret az 1960-as évektől kezdték el Zsuljani repülőtérnek nevezni.
1988-ban, amikor Zsuljanit Kijevhez csatolták, a repülőtér hivatalos neve Kijevi nemzetközi repülőtérre változott. A mindennapokban azonban továbbra is széles körben elterjedt a Zsuljani repülőtér megnevezés.
2011 elején a Boriszpili repülőtérről a Zsuljani repülőtérre költözött át a WizzAir Ukraine légitársaság, melynek 2015-ös megszűnéséig bázisrepülőtere volt.
2018 márciusában a Igor Szikorszkij nevét vette fel.

## Jellemzői
A Boriszpili repülőtér után ez Ukrajna második legnagyobb utasforgalmú repülőtere. Kifutópályája a 2009-es felújítás óta 2310 m hosszú és 45 m széles. Korábban 1800 m hosszúságú volt a kifutópálya.  Ezt a kifutópályát használja a repülőtér mellett található 410. sz. repülőgépjavító üzem is.
A repülőtér Kijev város tulajdonában van. A repülőtéren jelenleg három utasterminál működik. A 2012. május 17-én átadott új A terminál a nemzetközi járatokat, a régi D terminál a belföldi járatokat szolgálja ki. A B terminál az üzleti utasok számára áll rendelkezésre. A terminálokban ingyenes Wi-Fi kapcsolat érhető el.
Az utasforgalom a 2000-es évek elején erősen csökkenő tendenciát mutatott. A 2002-es éves 258 ezres forgalom 2006-ra 75 ezerre csökkent. A 2009-ben a pálya felújítása miatt az éves forgalom csak 12 ezer volt. 2011-től, a nemzetközi járatok megjelenésétől erős növekedésnek indult az utasforgalom. 2017-ben már 1 851 700 légi utast szolgált ki a repülőtér.
Tömegközlekedési kapcsolattal rendelkezik. A repülőtér és a Szirecki–Pecserszka metróvonalon található Dorozsohicsi metróállomás között közlekedik a 22-es trolibusz. A repülőtéri megállója a régi D terminálnál található. A trolimegállótól a kb. 150 m-re fekvő új A terminál gyalogosan közelíthető meg. A trolibuszokon kívül több iránytaxi is érinti a repülőteret. A kijevi főpályaudvartól a 169-es és a 368-as iránytaxik közlekednek, míg a város más részeiből a 302-es, a 482-es, a 496-os és a 499-es iránytaxik érintik a repülőteret. Az iránytaxik csak kérés esetén állnak meg a repülőtérnél. A repülőtértől egyes városokba távolsági buszok is indulnak.
Az A és a D terminál mellett fizetős parkolók találhatók, amelyek rövid- és hosszú távú parkolásra is igénybe vehetők. A parkolók használata 10 percig ingyenes.
A repülőtér Kijev ipari létesítményekkel, közlekedési infrastruktúrával és lakóházakkal övezett területén található, emiatt a kifutópálya jelentősen nem bővíthető. Ez korlátozza a kiszolgálható repülőgépek méretét.

## Forgalom
Az utasforgalom az elmúlt években az alábbi módon változott:
| Utasok száma | 258 800 | 12 080 | 469 800 | 861 900 | 1 090 025 | 944 305 | 1 851 600 | 2 812 300 | 656 700 | 1 418 153 |
|              | 2002    | 2009   | 2011    | 2012    | 2014      | 2015    | 2017      | 2018      | 2020    | 2021      |

## Légitársaságok
A repülőtéren járatot üzemeltető légitársaságok 2018. februári állapot szerint (zárójelben a célállomás):
- Air Ocean Airlines
- Azerbaijan Airlines (Baku)
- Belavia (Minszk)
- Bravo Airways (Alicante, Antalya, Batumi, Bodrum, Burgasz, Dalaman, Dzserba, El Alamein, Hurghada, İzmir, Larnaca, Malta, Monastir, Patras, Podgorica,Sarm es-Sejk, Tirana, Tivat, Tunisz)
- Buta Airways (Baku)
- Ernest Airlines (Bergamo, Nápoly)
- DART (menetrend szerint: Athén; szezonális: Alicanrte, Burgasz, Lisszabon, Tivat, Várna)
- FlyDubai (Dubaj)
- YanAir (Batumi, Tbiliszi, Tel-Aviv)
- LOT (Varsó)
- Motor Szics (Lviv, Odessza, Zaporizzsja)
- Nordica (Tallinn)[3]
- Pegasus Airlines (Ankara)
- URGA
- UM Air (Amman, Bejrut, Teherán)
- Vueling (Barcelona, Róma)[4]
- WizzAir (Lárnaka, Koppenhága, Gdańsk, Katowice, Lublin, Poznań, Varsó, Vilnius, Budapest, London-Luton, Dortmund, Frankfurt, Hamburg, Hannover, Köln, Memmingen, Nürnberg, Lisszabon,[5] Pozsony, Tallinn[5])